# Rakasdia község
Rakasdia község (románul: Comuna Răcășdia) község Krassó-Szörény megyében, Romániában. Központja Rakasdia, hozzá tartozik Felsővarány.

## Népessége
A 2011-es népszámlálás adatai alapján a község népessége 1976 fő volt.